# Traffic Message Channel
Traffic Message Channel of TMC is een radiosignaal dat kan worden meegezonden door gebruik te maken van de RDS-techniek. De aanbieder van TMC-informatie wordt TMC-provider genoemd.

## Algemeen

Bericht dat via TMC naar een navigatiesysteem wordt gezonden.

Hetzelfde bericht visueel weergegeven.

Het TMC-signaal (meestal RDS/TMC-signaal genoemd) bevat actuele informatie die voor een weggebruiker van belang kan zijn. Bijvoorbeeld:
- Verkeerssituaties (zoals files, wegwerkzaamheden of wegafsluitingen)
- Gevaarlijke weersomstandigheden (zoals mist, gladheid, zware regenval of windstoten)
- Verkeersincidenten (zoals ongeval(-len) of spookrijder(s)).

De meldingen kunnen worden doorgegeven via autoradio's of navigatiesystemen die geschikt zijn voor de verwerking van TMC-informatie. Dat kan door middel van een tekst op een display, een icoon op de kaart, gesproken of een combinatie daarvan. Bij sommige autoradio's is het mogelijk aan te geven voor welke wegen meldingen moeten worden doorgegeven. Bij navigatiesystemen worden meestal berichten over de gekozen route direct weergegeven en zijn de meldingen die geen betrekking op de route hebben indirect op te vragen.
Sommige routenavigatiesystemen kunnen op basis van de TMC-verkeersinformatie de route wijzigen en (semi-)automatisch alternatieve routes berekenen. Vertragende omstandigheden zoals files en wegafsluitingen kunnen hierdoor makkelijker worden vermeden indien er bruikbare alternatieven voorhanden zijn.
TMC is in vele landen beschikbaar. De informatie is beperkt tot het land waar men zich op dat moment bevindt. 

## Soorten TMC
Er kan onderscheid worden gemaakt tussen standaard TMC en Premium TMC. Kenmerkend voor standaard TMC is dat de informatie ongecodeerd wordt uitgezonden. Deze informatie is daarmee gratis te ontvangen door navigatietoestellen die op het verwerken van TMC-informatie zijn voorbereid. Standaard TMC wordt daarom ook wel 'free-TMC' genoemd. Dikwijls wordt bij standaard TMC alleen verkeersinformatie over het hoofdwegennet uitgezonden. In veel West-Europese landen is standaard TMC beschikbaar.
Daarnaast wordt in verschillende landen tegenwoordig ook Premium TMC uitgezonden. Premium TMC pretendeert sneller, actueler, vollediger en uitgebreider te zijn dan standaard TMC. E.e.a. blijkt in praktijk sterk afhankelijk van de betreffende provider en tevens van de reikwijdte en dichtheid van het zendernetwerk via welk de informatie wordt verspreid, waardoor Premium TMC informatie voor een bepaalde regio niet altijd overal in de betreffende regio kan worden ontvangen.
Een van de grote voordelen van Premium TMC ten opzichte van standaard TMC is dat behalve over het hoofdwegennet nu veelal ook verkeersinformatie over het onderliggende weggennet wordt uitgezonden. Daartoe geschikte navigatietoestellen kunnen daardoor in geval van verkeersbelemmerende incidenten betere alternatieve routes bepalen, omdat met meer verkeerssituaties op meer wegen (zowel op hoofdwegen als elders) rekening kan worden gehouden.
Premium TMC wordt gecodeerd uitgezonden, waardoor het niet zonder meer door een TMC-voorbereid navigatiesysteem kan worden verwerkt. Tegen betaling van een veelal eenmalige vergoeding kan bij de leverancier van het betreffende navigatiesysteem echter een ontgrendelcode c.q. ontgrendelsoftware worden aangeschaft, mits de leverancier van het systeem op zijn beurt een contract heeft afgesloten met de betreffende Premium TMC-provider. Vanwege dit kostenaspect wordt Premium TMC ook wel 'pay-TMC' genoemd. Na invoering van deze code of software in het navigatieapparaat kan aansluitend tevens Premium TMC voor het betreffende land worden verwerkt. Bij sommige leveranciers van navigatiesystemen is de eenmalige vergoeding reeds verwerkt in de aanschafprijs van het navigatietoestel; deze apparaten zijn af-fabriek geschikt voor de verwerking van standaard én Premium TMC in één of meerdere landen.
In Ierland, Luxemburg, het Verenigd Koninkrijk, de Verenigde Staten en Canada is alleen Premium TMC beschikbaar. In Frankrijk is alleen standaard TMC beschikbaar langs de snelwegen; voor landelijke dekking is men hier ook op Premium TMC aangewezen.
Premium TMC is in mei 2011 beschikbaar in België, Bulgarije, Duitsland, Finland, Frankrijk, Hongarije, Ierland, Italië,  Luxemburg, Nederland, Noorwegen, Polen, Slovenië, het Verenigd Koninkrijk, Zweden, Canada, de Verenigde Staten en Zuid-Afrika. Er zijn plannen om te starten met Premium TMC in Denemarken, Estland, Griekenland, Letland, Litouwen, Portugal, en Turkije.
Verkeersinformatie wordt ook wel via GPRS uitgezonden. Ook deze informatie kan alleen via de daartoe voorbereide navigatietoestellen worden ontvangen: deze apparaten zijn daarvoor voorzien van een (voedingskabel met) simkaart. Doordat GPRS van een andere techniek gebruikmaakt dan RDS kan tegelijkertijd veel meer en veel vaker verkeersinformatie worden verzonden resp. ontvangen. Wordt bij TMC via RDS het navigatiesysteem slechts min of meer regelmatig van verkeersinformatie voorzien (gemiddeld om de 5 tot 15 minuten), bij GPRS ontvangt het toestel (vrijwel) continu verkeersinformatie waardoor de bestuurder beter op de hoogte blijft van de actuele verkeerssituatie. Daarom wordt deze verkeersinformatie ook vaak LIVE verkeersinformatie of LIVE Traffic genoemd. Tevens is deze verkeersinformatie grensoverschrijdend te ontvangen, mits uiteraard in het aangrenzende land ook ondersteuning voor deze vorm van verkeersinformatie wordt gegeven.
Daar staat tegenover dat deze informatie doorgaans slechts middels een abonnement kan worden verkregen waarbij bijvoorbeeld maandelijks of jaarlijks een bijdrage wordt betaald aan de fabrikant van het navigatiesysteem om LIVE informatie te kunnen ontvangen. Was de abonnementsprijs van deze LIVE informatie in het begin tamelijk hoog, door toenemende concurrentie tussen de verschillende aanbieders van navigatiesystemen zijn de prijzen de laatste tijd aan een behoorlijke daling begonnen.
LIVE verkeersinformatie maakt vaak deel uit van een bundel LIVE diensten die op het navigatiesysteem kunnen worden gebruikt. Via het LIVE weerbericht kan bijvoorbeeld op het navigatiesysteem het weerbericht voor de gewenste plaats worden opgevraagd; via LIVE brandstofprijzen kunnen op het navigatiesysteem de brandstofprijzen in de omgevingen worden opgevraagd. Vaak is ook een zoekmachine aanwezig waarmee bijvoorbeeld adressen kunnen worden opgezocht.

## TMC naar land

### België
België kent drie TMC-diensten: Premium TMC van TMobilis en standaard TMC van TIC-VL en Perex in Wallonië.
De Premium TMC-dienst TMobilis wordt geleverd door Be-Mobile en is te ontvangen via Studio Brussel en Classic 21. Zowel de inhoud als het ontvangstgebied zijn nationaal. De verkeersinformatie is gebaseerd op de combinatie van Floating Vehicle Data waarbij voertuigen anoniem worden gevolgd op basis van GPS signalen, informatie verzameld door het call center Touring Mobilis en data van de regionale overheden.
De informatie van de TMC-dienst TIC-VL komt van het Vlaams Verkeerscentrum en is te ontvangen via de frequenties van Radio 2 van de VRT. Zowel de inhoud als het ontvangstgebied zijn beperkt tot het Vlaams Gewest.
De RTBF-dienst heet Perex en is te ontvangen via de frequenties van La Première en VivaCité. De informatie komt van het Waals Verkeerscentrum Perex en wordt gemaakt in samenwerking met TMC4U. Het ontvangstgebied is beperkt tot Wallonië.
TECHNUM maakt de locatietabellen aan in opdracht van de Vlaamse, Brusselse en Waalse autoriteiten. Sinds december 2004 is er versie 1.4b van de locatietabel, waarin ook N-wegen werden toegevoegd. De laatste versie is op dit moment 2.9 (van 09/2014) en kan gratis verkregen worden mits het tekenen van een contract.
Voor navigatiesystemen zendt Be-Mobile via DAB+ uit.

### Duitsland
Duitsland kent diverse standaard TMC diensten en één Premium TMC dienst. De gratis service kan ontvangen worden via de openbare omroepen (de informatie is echter niet hetzelfde via elke zender en derhalve zijn er nogal wat kwaliteitsverschillen).
De Premium TMC-dienst, met de naam TMCPro, is afkomstig van T-Mobile Traffic, een 100% dochterfirma van T-Mobile Nederland. De dienst startte in maart 2004 over geheel Duitsland. De informatie is afkomstig van Gesellschaft für Verkehrsdaten mbh, een 100% dochterfirma van T-Mobile Traffic GmbH. Het is een geëncrypteerde dienst, volgens de encryptiemethode gespecifieerd in het TMC Forum.
De BAST, Bundesanstalt für Straßenwesen is verantwoordelijk voor de locatietabellen. Sinds april 2005 is versie 4.0 in gebruik. Voor het Wereldkampioenschap voetbal 2006, in Duitsland, werd de tabel uitgebreid met de toegangswegen naar de stadions. De laatste versie van de locatietabel is versie 5.01 en wordt op dit moment ook gebruikt.
Voor navigatiesystemen zendt Here Technologies via DAB+ uit. Dit is een betaalde dienst die beschikbaar is voor navigatiesystemen van Garmin.

### Frankrijk
In Frankrijk zijn zowel een standaard als twee Premium TMC-diensten beschikbaar.
De standaard dienst wordt verleend door de autosnelwegexploitanten en verstrekt informatie over hun tolwegen. De tolwegexploitanten zijn AREA, ASF, ATMB, Cofiroute, Escota, Sanef, SAPN, APRR, SFTRF  en SMTPC. De TMC-dienst wordt uitgezonden op 107.7 zodat het slechts langs de autosnelwegen kan worden ontvangen.
De Premium TMC-dienst V-Trafic wordt verleend door Mediamobile. Het is een samenwerking tussen TDF, Renault, Trafficmaster en Cofiroute. De dienst, die de vroegere dienst Visionaute vervangt, wordt uitgezonden op de frequenties van France Inter en kan nationaal worden ontvangen. Het omvat de informatie van de autosnelwegen en andere belangrijke wegen van geheel Frankrijk maar omvat ook informatie over (de binnenstad van) Parijs. De dienst was eerst open maar is nu een betaaldienst. Het wordt echter niet gecodeerd: door een verschillende waarde voor de locatietabellen te gebruiken kunnen zij het gebruik beperken. Deze methode is de TMC-Forum's interim encryptiemethode. Deze dienst heeft ongeveer 60.000 klanten.
Daarnaast bestaat een Premium TMC-dienst van ViaMichelin. De informatie wordt uitgezonden door de zenders NRJ, Radio Latina en Radio FG.
De locatietabel wordt gemaakt door het overheidsagentschap SETRA en omvat ongeveer 20.000 locaties. De huidige versie is 5.1 en omvat zowel locaties binnen als buiten Parijs. De versie van de locatietabel voor Andorra is 0.0.

### Nederland
In Nederland zijn diverse TMC-diensten. Een gratis TMC-dienst is afkomstig van de ANWB in samenwerking met technologieprovider Simacan. Deze informatie wordt verzonden via de radiokanalen van de NPO, SkyRadio en Veronica. Er zijn twee betaalde diensten die alleen beschikbaar zijn voor toestellen van Garmin. Dit zijn VIDExtra en Be-Mobile. Be-Mobile is de enige serviceprovider die niet uitzendt via FM, maar via DAB+. Niet alle wegen in Nederland kunnen verkeersinformatie via TMC ontvangen. Alleen de wegen die opgenomen zijn in de VerkeersInformatie Locatie Database punten kunnen verkeersinformatie tonen.
De verkeersinformatie die via TMC verzonden wordt is afkomstig van het Nationaal Dataportaal Wegverkeer. Deze organisatie krijgt informatie over vertragingen automatisch aangeleverd via onder andere meetlussen in de weg. Informatie van pechgevallen en ongevallen zijn afkomstig van Stichting Incident Management Nederland. De meldkamer stuurt direct een veiligheidsbericht met de exacte locatie via TMC als er een bergingsvoertuig aangevraagd wordt. Overige incidenten zoals voorwerpen, personen en dieren op de weg zijn afkomstig van het Verkeerscentrum Nederland.